# Jan-Ola Lomgren
Jan-Ola Lomgren, född 20 mars 1957, är en svensk före detta professionell ishockeyspelare (back).
Han var med och tog upp Luleå HF i Elitserien 1984.